# ブランドン・カー
ブランドン・カー（Brandon Carr 1987年9月24日- ）はミシガン州フリント出身のアメリカンフットボール選手。ポジションはコーナーバック。

## 経歴
NCAAディビジョンIIのグランドバレー州立大学で先発41試合を含む49試合に出場、206タックル、11インターセプト、39パスディフェンスを記録した。2年次の2005年と3年次の2006年にチームはNCAAディビジョンII選手権に勝利している。4年次の2007年には45タックル、2インターセプト、13パスディフェンスを記録、グレートレイクス・インターカレジエイト・アスレティック・カンファレンスの最優秀ディフェンシブバックに選ばれた。
2008年のNFLドラフト4巡でカンザスシティ・チーフスに指名された。同年6月11日、チーフスと3年契約を結んだ。
2011年の最終週デンバー・ブロンコス戦では残り8秒にティム・ティーボウのパスをインターセプトした。
チーフス時代の4年間で全64試合に先発出場し、4インターセプト、マッチアップしたレシーバーへのパスをわずか46%しか許さず、3TDしか相手に与えなかった。
2012年3月14日、ベテランCBのテレンス・ニューマンを前日に解雇したダラス・カウボーイズと5年5010万ドルで契約を結んだ。第15週のピッツバーグ・スティーラーズ戦のオーバータイムにベン・ロスリスバーガーのパスを横っ飛びでインターセプトして、敵陣1ヤードまで36ヤードをリターン、ダン・ベイリーの決勝FGにつなげた。
2013年第1週のニューヨーク・ジャイアンツ戦では、49ヤードのインターセプトリターンタッチダウンをあげてカウボーイズの勝利に貢献した。カウボーイズはカウボーイズ・スタジアム完成以降初めて、地元でジャイアンツ勝利した。第13週のオークランド・レイダース戦では前半、カウボーイズのプラクティス・スクワッドだったWRアンドレ・ホームズの活躍を許したが、後半に自陣20ヤード地点まで攻め込まれた状況で、マット・マグロインのパスをインターセプト、31-24の勝利に貢献した。

## 人物
プロボウルWRのブランドン・マーシャルから、粘り強く、大型WRと対峙する時にはギアチェンジをする強くてタフな選手であると評価されている。